# Theo Thijssen-prijs
De Theo Thijssen-prijs is een Nederlandse literatuurprijs die sinds 1988 driejaarlijks wordt toegekend aan een schrijver van oorspronkelijk Nederlandstalige jeugd- of kinderliteratuur. De prijs wordt niet verbonden aan een specifiek werk, maar betreft het complete oeuvre van de auteur. De prijs is vernoemd naar de Nederlandse auteur Theo Thijssen (1879–1943).
De prijs wordt eens per drie jaar uitgereikt in het Literatuurmuseum in Den Haag.

## Geschiedenis
De prijs werd in 1964 ingesteld door het Ministerie van Cultuur, Recreatie en Maatschappelijk werk en werd in dat jaar voor het eerst uitgereikt onder de naam Staatsprijs voor een kinderboek. Vanaf 1967 werd de prijs uitgereikt onder de naam Staatsprijs voor kinder- en jeugdliteratuur.  
In 1985 werd de prijs niet uitgereikt, aangezien de jury haar opdracht teruggaf, nadat de minister had geweigerd om de voordracht van de jury van de P.C. Hooftprijs over te nemen. In 1988 werd de prijs door het Ministerie van Welzijn, Volksgezondheid en Cultuur overgedragen aan de onafhankelijke Stichting P.C. Hooft-prijs. De naam van de prijs werd veranderd in Theo Thijssen-prijs voor kinder- en jeugdliteratuur.
De geldprijs ging enige tijd gepaard met een replica van het beeld van Theo Thijssen gemaakt door Hans Bayens.
In 2024 bestond de prijs uit een geldbedrag van 60.000 euro.
Sinds 2007 bestaat ook een oeuvreprijs voor Nederlandse illustratoren van kinderboeken; de Max Velthuijs-prijs.

## Gelauwerden

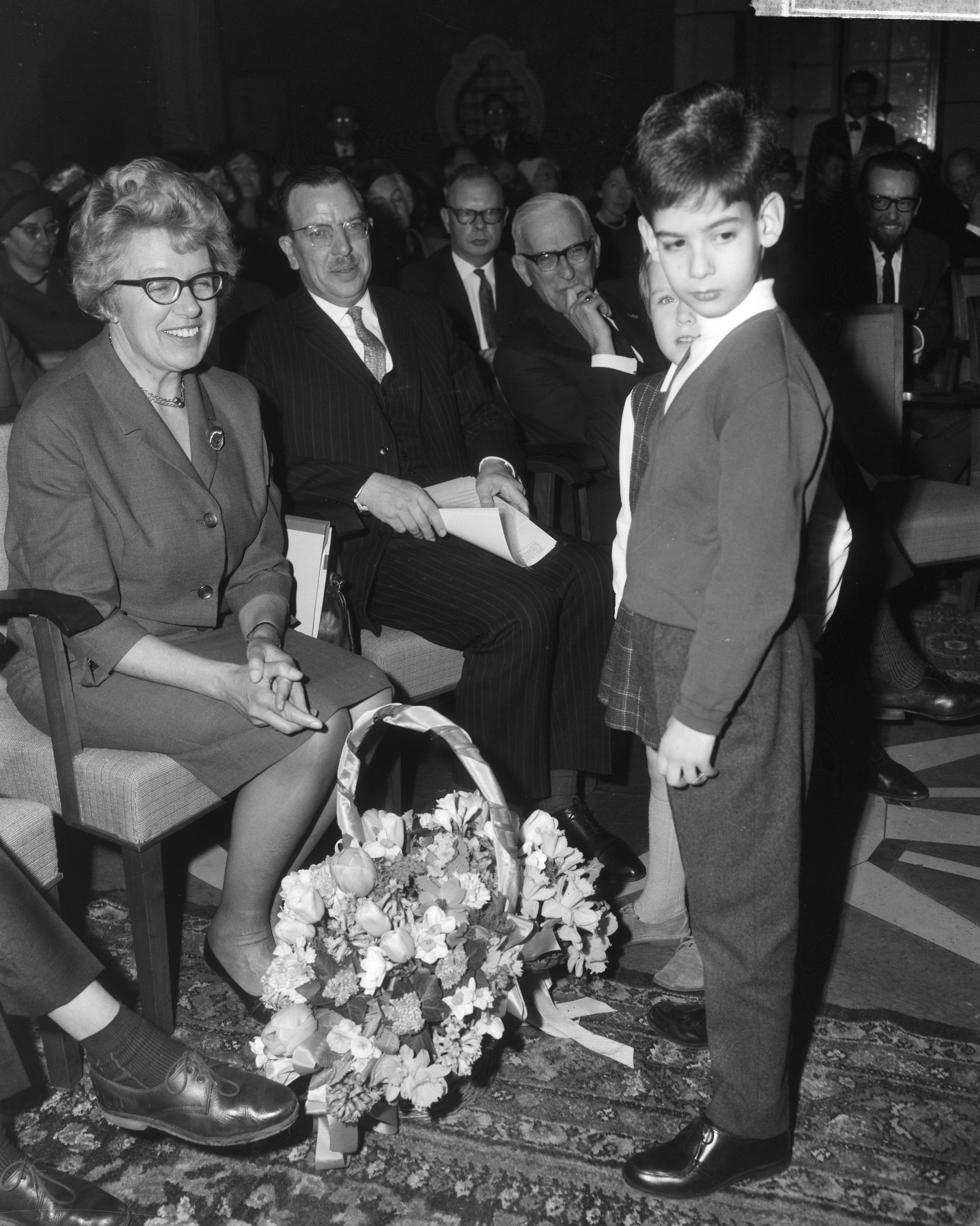
Annie M.G. Schmidt ontvangt de Staatsprijs voor een kinderboek

### Staatsprijs voor een kinderboek
- 1964: Annie M.G. Schmidt

### Staatsprijs voor kinder- en jeugdliteratuur
- 1967: An Rutgers van der Loeff-Basenau
- 1970: Miep Diekmann
- 1973: Paul Biegel
- 1976: Tonke Dragt
- 1979: Guus Kuijer
- 1982: Henk Barnard
- 1985: niet toegekend

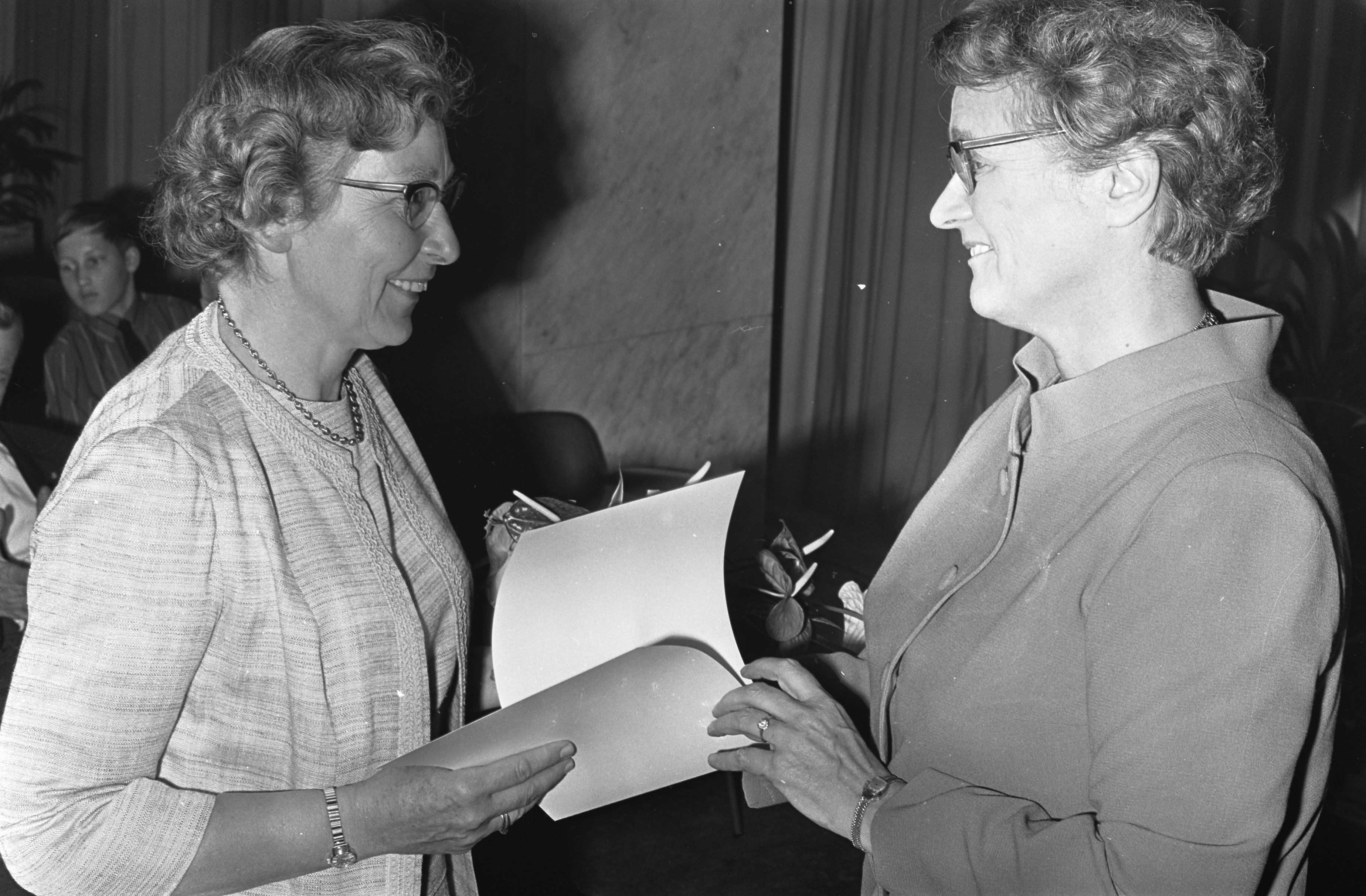
An Rutgers van der Loeff-Basenau (1967) met Marga Klompé
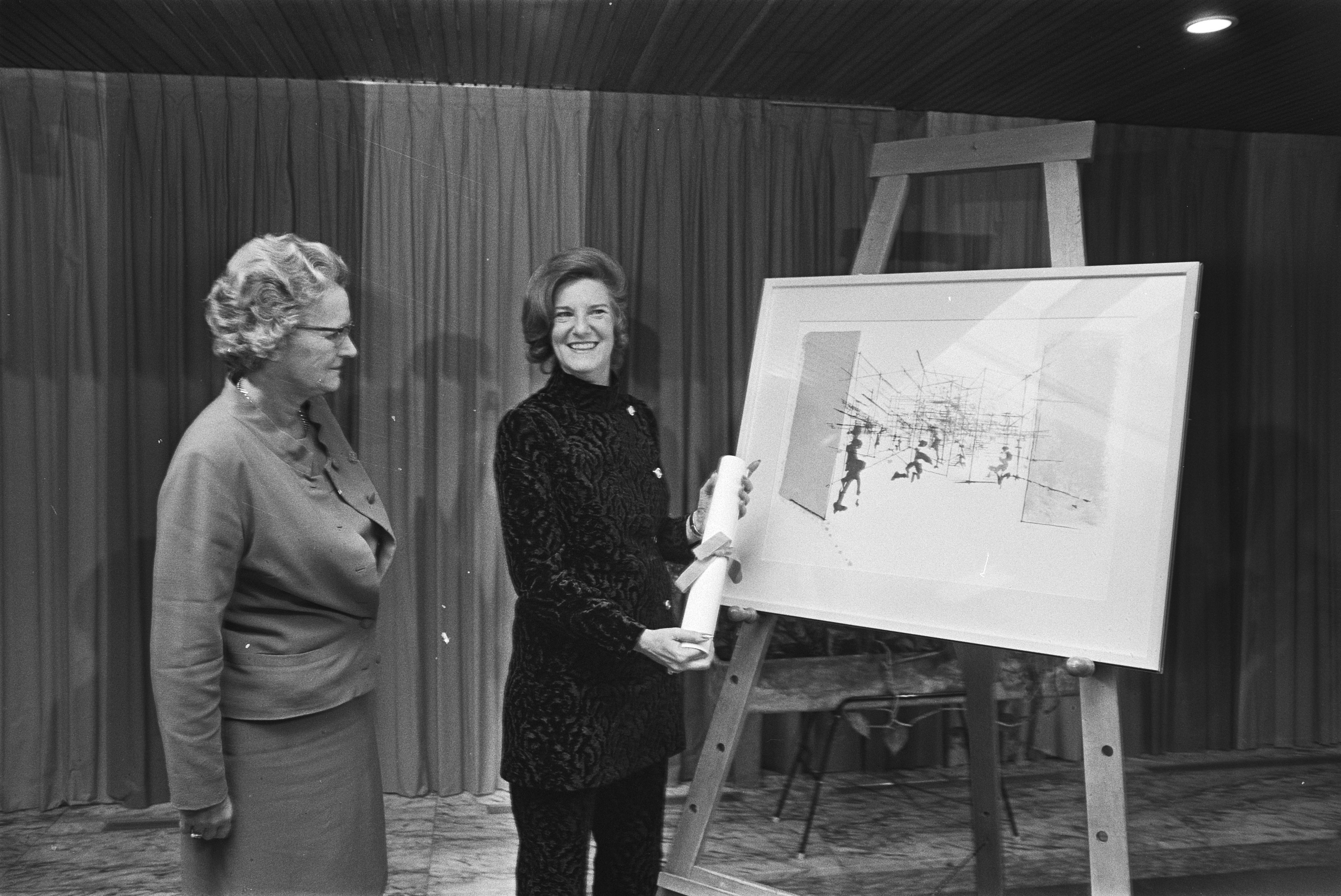
Miep Diekmann (1970) met Marga Klompé
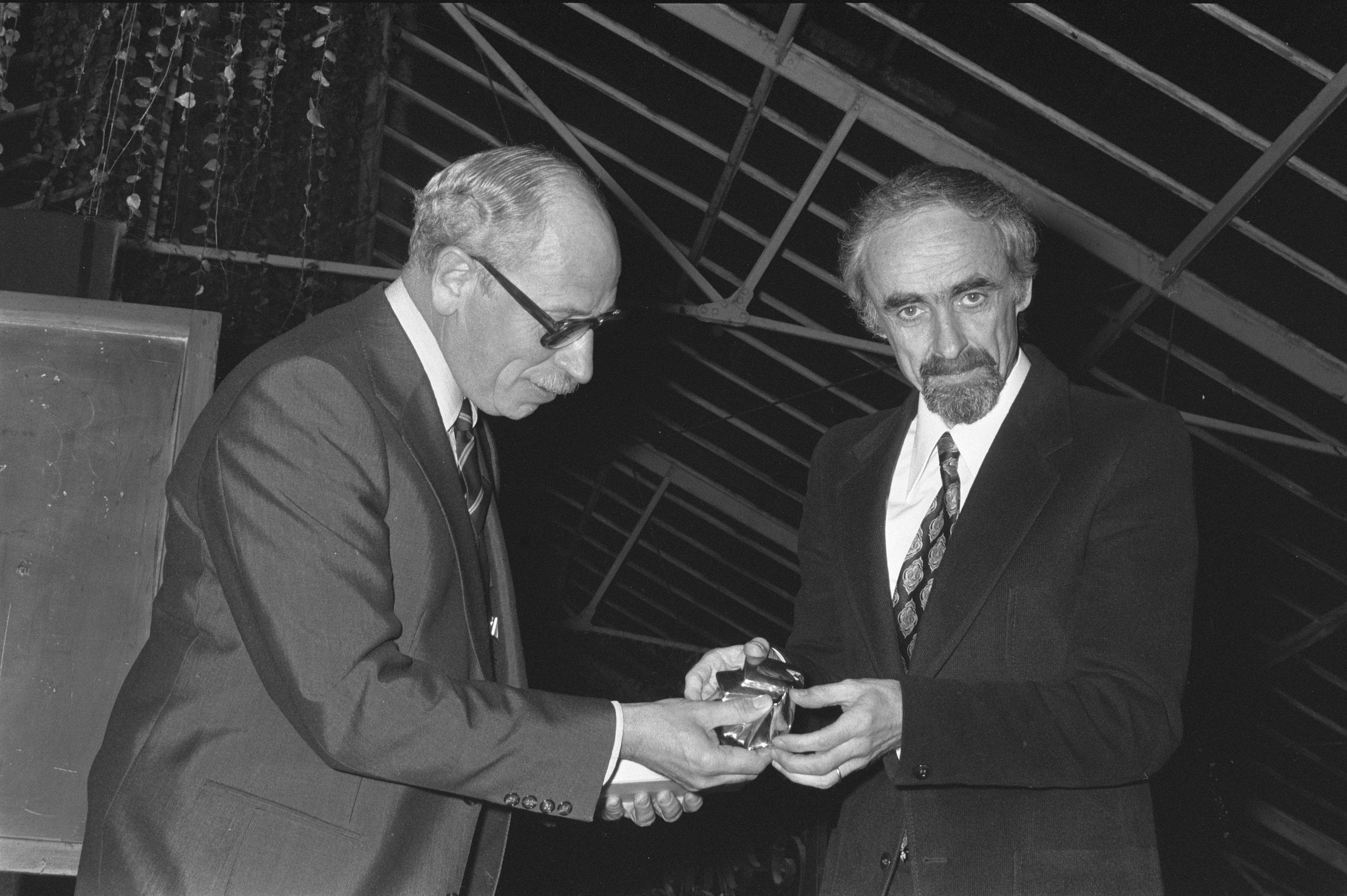
Paul Biegel (1973) met Harry van Doorn

### Theo Thijssen-prijs
- 1988: Willem Wilmink
- 1991: Wim Hofman
- 1994: Els Pelgrom
- 1997: Toon Tellegen
- 2000: Joke van Leeuwen
- 2003: Imme Dros
- 2006: Peter van Gestel
- 2009: Ted van Lieshout
- 2012: Sjoerd Kuyper
- 2015: Martha Heesen
- 2018: Bibi Dumon Tak
- 2021: Daan Remmerts de Vries
- 2024: Edward van de Vendel